# سيدي اسماعيل (سيدي إسماعيل)
سيدي إسماعيل هي إحدى مشيخات المملكة المغربية، تتبع جغرافيا لإقليم الجديدة وإداريًا لسيدي إسماعيل. يقدر عدد سكانها بـ 8755 نسمة حسب الإحصاء الرسمي للسكان والسكنى لسنة 2004.